# Шиномонтажный станок
Шиномонтажный станок — станок для шиномонтажной мастерской автосервиса, предназначенный для снятия автомобильной шины с диска, и последующего монтажа её обратно на диск. Значительные усилия, требуемые для этой операции, не позволяют производить её вручную на шинах современных автомобилей. Принцип действия шиномонтажного станка заключается в фиксации диска колеса с помощью пневматических кулачков на поворотном столе с электроприводом, подведении сверху рычага (головки с выступом) в зазор между шиной и диском, и выведении борта шины выше кромки диска при вращении стола. Управление основными технологическими операциями как правило — педальное.

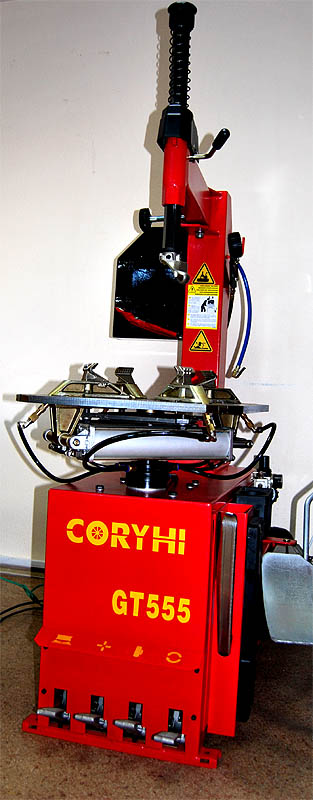
Шиномонтажный станок с горизонтальным столом и взрывной подкачкой

## Дополнительное оборудование шиномонтажного станка
Поскольку современные бескамерные шины при эксплуатации прочно прикипают к ободу диска, шиномонтажные станки оснащаются приспособлением отжатия борта шины (к центру диска) от пневматического привода. Как правило, для надежного отжатия хватает усилия в 25 000 Ньютонов.
Для монтажа очень жестких низкопрофильных шин используют вторую дополнительную головку, так называемую «третью руку».

## Взрывная подкачка
Низкопрофильные шины не всегда удается накачать штатным образом, для их накачки шиномонтажные станки могут иметь «взрывную» подкачку: в кулачках зажима диска монтируются форсунки для подачи сжатого воздуха, который запасается в воздушном ресивере станка. Если этой опции нет, можно использовать ручной бустер.

## Шиномонтажные станки для шин грузовых автомобилей
Такие станки, как правило выполняются вертикального исполнения, с увеличенным до 4 тонн усилием отжима борта.